# اولاف شرایبر
اولاف شرایبر (انگلیسی: Olaf Schreiber؛ زادهٔ ۱۲ سپتامبر ۱۹۶۹) بازیکن فوتبال اهل آلمان است.
از باشگاه‌هایی که در آن بازی کرده‌است می‌توان به باشگاه فوتبال تسویکاو، باشگاه فوتبال بوخوم، و باشگاه فوتبال کارل زایس ینا اشاره کرد.
وی همچنین در تیم ملی فوتبال East Germany U-18 بازی کرده‌است.